# 猴硐介壽橋紀念碑
猴硐介壽橋紀念碑，是位於台灣新北市瑞芳區猴硐的一座紀念碑，現為新北市歷史建築。

## 介紹
1920年1月27日，位於基隆郡瑞芳街的猴硐車站正式設站及通車後，為了方便九芎橋及猴洞兩庄居民能夠方便進出車站和瑞芳三坑整煤廠，便於基隆河上架設簡易鐵製橋樑，此後該橋則作為猴硐地區對外重要的交通要道使用。
臺灣戰後初期，該簡易鐵製橋樑由瑞芳李家的李建興與其弟李建川在1947年5月重新整建成銅縈吊橋，以順應瑞三煤礦周圍礦業交通發展需求，蓋橋構想來自李建興的母親白太夫人及經歷二二八事件後因避免橫禍上身，故將新橋命名為「介壽橋」，1961年，介壽橋重新改建為水泥橋，其經費則是由台灣省政府、台北縣政府、瑞芳鎮公所籌措，以及李家及瑞三公司合資而造，並於1961年8月興建完工，命名為「介壽橋」，同時另在橋旁建造一座紀念碑，由時任臺灣省主席周至柔親自敬題勒碑，另外在1984年設立懷德亭，立有李建興半身銅像。
2017年，因應舊橋因交通和觀光需求已不便使用，新北市政府另重新建設新橋樑，僅保留舊橋的一節橋面，令遊客了解介壽橋的創立與紀念碑之間的關聯，紀念碑因見證猴硐煤礦產業的開發歷史，在該地區古蹟文化資產通過審議，於2011年2月18日與猴硐神社由新北市政府登錄為歷史建築。

## 刻文
猴硐介壽橋紀念碑的結構由觀音石及花崗岩打造，上半部為花崗石製柱狀紀念碑，下半部則是由觀音石堆砌的底座。目前該紀念碑上記敘著最初介壽橋重建原由、過程以及地方發展的過程，並以資表彰匡念當初合資介壽橋的縉紳，為造橋而造福當地居民的功德。

## 外部連結
- 猴硐介壽橋紀念碑 - 文化資源地理資訊系統 （页面存档备份，存于）